# Lothar Strauch (Eishockeyspieler)
Lothar Strauch (* 16. April 1958 in Bergisch Gladbach) ist ein ehemaliger deutscher Eishockeyspieler, der unter anderem für den Kölner EC in der Bundesliga aktiv war, den Großteil seiner Karriere aber in der zweit- und dritthöchsten Spielklasse verbrachte.

## Karriere
Lothar Strauch stammt aus dem Nachwuchs des Kölner EK. Anschließend spielte er auch im Herrenbereich für den Kölner EC in der Bundesliga, unterbrochen von jeweils einem Jahr beim Herner EV und dem EHC Essen. Ab 1980 verbrachte er mehr als acht Spielzeiten in der 2. Bundesliga beim VER Selb, Duisburger SC, Krefelder EV, SC Solingen und EC Ratingen. Nachdem der SC Solingen seinen Spielbetrieb während der Saison 1988/89 einstellen musste, kam er beim ECD Sauerland unter, mit dem er die Oberliga-Meisterschaft gewann und in die 2. Bundesliga aufstieg. Den Zweitliga-Aufstieg feierte er auch ein Jahr später mit dem Dinslakener EC. Nach einem Jahr beim EC Diez Limburg und einigen Spielen für die Schalker Haie beendete er Anfang der 1990er Jahre seine Karriere.
Als Trainer war Strauch zunächst im Nachwuchs des Kölner EC tätig. Ab 2001 übernahm er dann die Verantwortung beim ESV Bergisch Gladbach. Anschließend war er als Sportdirektor für den Aachener EV aktiv.

## Erfolge und Auszeichnungen
- 1989 Meister der Oberliga und Aufstieg in die 2. Bundesliga mit dem ECD Sauerland
- 1990 Aufstieg in die 2. Bundesliga mit dem Dinslakener EC

## Karrierestatistik
(Legende zur Spielerstatistik: Sp oder GP = absolvierte Spiele; T oder G = erzielte Tore; V oder A = erzielte Assists; Pkt oder Pts = erzielte Scorerpunkte; SM oder PIM = erhaltene Strafminuten; +/− = Plus/Minus-Bilanz; PP = erzielte Überzahltore; SH = erzielte Unterzahltore; GW = erzielte Siegtore; 1 Play-downs/Relegation; Kursiv: Statistik nicht vollständig)